# Бургвиндхајм
Бургвиндхајм (њем. Burgwindheim) град је у њемачкој савезној држави Баварска. Једно је од 36 општинских средишта округа Бамберг. Према процјени из 2010. у граду је живјело 1.422 становника. Посједује регионалну шифру (AGS) 9471122.

## Географски и демографски подаци
Бургвиндхајм се налази у савезној држави Баварска у округу Бамберг. Град се налази на надморској висини од 292 метра. Површина општине износи 37,4 km². У самом граду је, према процјени из 2010. године, живјело 1.422 становника. Просјечна густина становништва износи 38 становника/km².